# Leoluca Orlando
Leoluca Orlando Cascio, né le 1er août 1947 à Palerme, est un homme politique italien.
Démocrate chrétien, puis fondateur du mouvement la Rete, il est membre du Parti démocrate entre 2018 et 2024.
Il est maire de Palerme de 1985 à 1990, de 1993 à 2000, puis de 2012 à 2022.

## Biographie

### Premiers pas au sein de la Démocratie chrétienne
Leoluca Orlando est le fils de Salvatore Orlando Cascio (1908-2002) , professeur de droit à l'université de Palerme, catholique pratiquant et conservateur, homme de confiance de Bernardo Mattarella. Atteint du syndrome de Kartagener, il est élevé par les jésuites de l'Istituto Gonzaga de Palerme, et obtient la meilleure maturité du pays.
Il voyage à Londres à 18 ans où il rencontre sa future femme, sicilienne comme lui qu'il épouse en 1971. Amis de la famille Orlando, les fils de Bernardo Mattarella, Piersanti et Sergio font partie de la noce.
Lors des événements de 1968, il se lie d'amitié avec les futurs députés Vito Riggio, Sergio D'Antoni, Enrico La Loggia. Il est diplômé en droit public de l'université de Palerme puis étudie à l'université de Heidelberg où il apprend l'allemand.
Revenu en Sicile, il enseigne le droit à l’université. Il adhère à la Démocratie chrétienne en 1976, lorsque Piersanti Mattarella décide de rompre avec les caciques du parti en créant le courant Moro en Sicile. Quand Mattarella devient président de la Région sicilienne en 1978, Orlando intègre son équipe comme conseiller juridique.
Après l'assassinat de Piersanti Mattarella par la mafia, il est candidat au conseil municipal de Palerme en 1980 sous les couleurs de la Démocratie chrétienne, encouragé par Ciriaco de Mita et Sergio Mattarella. Élu, il dénonce, à la suite de Mattarella, la collusion entre son parti et la mafia et s'engage dans le mouvement Città per l’uomo, créé par le jésuite Ennio Pintacuda et soutenu par Salvatore Pappalardo.
Membre du courant de De Mita, proche de Sergio Mattarella et héritier du maire de Palerme Giuseppe Insalaco dont il est l'adjoint à la décentralisation, il est pressenti pour lui succéder lorsque ce dernier démissionne à l'été 1984, mais sa candidature est rejetée par ses colistiers.

### Le Printemps de Palerme
Il est élu maire en 1985 à la tête d'une large coalition unissant son parti de centre droit au centre (Parti républicain italien, Parti libéral italien), et au centre gauche (Parti socialiste italien, Parti social-démocrate italien), correspondant aux alliances nationales « pentapartites » prônées par le dirigeant national Ciriaco De Mita. Il reçoit les votes des communistes qui restent dans l'opposition.
Visant la restauration du contrôle public de la ville et la promotion d’une culture civique, son mandat est marqué par la lutte contre la mafia, le développement d'une offre artistique, la réhabilitation du centre historique et l'amélioration de l'image de la ville. Il remet en cause les clientélismes locaux, à l'instar de la mise à l'écart du comte Arturo Cassina, qui bénéficie de la majorité des appels d'offres de la ville, et se bâtit une forte popularité par ses concitoyens. Ses plaintes et sa position contre la mafia lui confèrent une visibilité nationale.
En janvier 1987, Leonardo Sciascia l'attaque en le qualifiant de « professionnel de l'anti-mafia ». Le PSI prend ses distances, invitant à ne plus payer la taxe sur les déchets, et progresse de 6,6 % lors des élections générales de juin suivant grâce à une campagne attaquant Orlando, orchestrée par le vice-secrétaire national Claudio Martelli. La junte d'Orlando démissionne le 6 juillet. Le PSDI du palermitain Carlo Vizzini, s'allie aux 5 conseillers de la Gauche indépendante, de Città per l'uomo et des Verts, pour une junte pentacolore dirigée par Orlando formée par 10 assesseurs chrétiens-démocrates, 3 sociaux-démocrates, 1 de Città per l'omo, et 1 pour les Verts. Le PCI opte pour une « opposition engagée » en votant les déclarations programmatiques de la municipalité dont le vice-maire est le magistrat communiste indépendant Aldo Rizzo.
Orlando confie aux architectes Leonardo Benevolo, Luigi Cervellati et Italo Insolera l'étude d'un nouveau plan d’aménagement du centre-ville.
Durant cette période se tient le maxi-procès de Palerme dont la sentence est rendue en décembre 1987. Le mois suivant, l'ancien maire, Giuseppe Insalaco est assassiné.
En 1989, il obtient de son parti de s'allier aux communistes. Le 14 avril, par 48 voix pour et 31 contre, dont 4 francs-tireurs de la majorité, la junte « hexacolore » voit le jour, sous le terme de « Printemps palermitain ». L'ancien maire Salvatore Lima, qui ne siège plus au conseil municipal, soutient la junte comme pour la première élection d'Orlando, mais ce dernier refuse d'être sur la liste de son parti aux élections européennes de 1989 à cause de la présence de l'ancien maire, proche de la mafia et d'Andreotti. Après son élection, Lima déclare soutenir la coalition palermitaine « pour la cohérence du parti et non parce qu'elle est présidée par Orlando que, en tant que personne, nous ne pourrions jamais soutenir », le président du conseil en exercice Giulio Andreotti utilisant l'aventure palermitaine pour s'allier le Parti socialiste contre Orlando et Ciriaco De Mita. La coalition hexacolore d'Orlando sort renforcée des élections européennes alors que la forte progression des Verts leur permettent de faire jeu égal avec le PSI qui perd 5 points par rapport aux élections politiques de 1987, et que la DC menée par Lima cède 8 000 voix par rapport aux élections européennes de 1984 et 36000 par rapport à 1987, tandis que le PCI retrouve la deuxième place des votes, et que le PRI dont la liste conduite localement par l'ancienne maire DC Elda Pucci progresse à Palerme.
L'engagement anti-mafia d'Orlando est l'un des arguments de sa réélection en mai 1990, 751 citoyens encourageant dans un page entière du Giornale di Sicilia le 10 février, la poursuite de « la nouvelle expérience politique et administrative qui a donné à la ville une image nouvelle et différente de celle tristement connue jusqu'à il y a quelques années ». La ville en ébullition connait des problèmes de collecte de déchets, de distribution de l'eau, contaminée avec des produits fécaux et rationnée dans le centre, ainsi que l'occupation de l'université par des étudiants.
Leoluca Orlando est réélu apportant au parti démocrate-chrétien la majorité absolue de 42 conseillers sur 80. Le Parti socialiste réclame la démission de la junte, et toute la DC n'est pas derrière lui, notamment les proches de Giulio Andreotti, fortement anticommuniste, qui a appelé les électeurs à voter pour la liste de la Démocratie chrétienne, sauf pour sa tête de liste, et a obtenu en janvier 1990 la démission du secrétaire provincial Vittorino La Placa, représentant de l'aile gauche proche de Sergio Mattarella.
Fort des 70 451 voix recueilli sur son nom, Orlando est reconduit le 9 juillet, mais il doit quitter ses fonctions après un mois et cinq jours, le 14 août, ne parvenant pas à reconstituer une coalition avec le centre gauche et à s'imposer auprès de sa propre famille politique. Au congrès de la gauche chrétienne-démocrate, dans le Trentin le 28 août, Orlando appelle à la fondation d'un nouveau mouvement.

### Sous les couleurs de La Rete
En opposition au gouvernement de parti unique à majorité andréottienne, auquel il aurait souhaité qu'adhèrent les Verts, il quitte la Démocratie chrétienne le 6 novembre 1990 pour fonder le 24 janvier 1991 le Mouvement pour la démocratie - Le réseau, au discours progressiste et antimafia affirmé mais au positionnement politique balbutiant, cherchant à rallier communistes et catholiques. Lors des élections régionales de juin 1991, le nouveau mouvement recueille 210 000 voix, soit 7,4 %, essentiellement à Palerme avec plus de 20 % des préférences où il est la deuxième force derrière la DC, Orlando obtenant plus de 100 000 préférences. Élu en avril, il démissionne de l'Assemblée régionale sicilienne le 11 décembre 1991.
A cette époque, il critique son ami Giovanni Falcone, magistrat anti-mafia du parquet qui sera assassiné par la Cosa nostra en 1992,, reprochant que de nombreux noms de politiciens corrompus n'ont pas été révélés. Il est lui-même sur la liste de la mafia des hommes à abattre, après les juges Falcone et Borsellino.
Aux élections générales de 1992, La Rete récolte plus de 730 000 voix, soit 1,86 % à la Chambre des députés où elle envoie 12 députés dont Orlando, aux côtés de Dalla Chiesa, Novelli, Fava, Galasso, Nuccio et 0,72 % au Sénat où siègent trois sénateurs.
Après le changement du mode d'élection du maire au scrutin direct, il est à nouveau élu maire pour sept ans en 1993, avec 75 % des voix face à Elda Pucci, ancienne maire soutenue par la Démocratie chrétienne, et à Alfonso Giordano, président du maxi-procès de 1986-1987. Il mène une coalition progressiste réunissant son mouvement, la Rete, le Parti démocrate de la gauche, Parti de la refondation communiste et les catholiques démocrates de Città per l'Uomo, après quoi il rompt avec le père Pintacuda. Malgré ce score élevé, il subit un revers dès le printemps suivant, Forza Italia l'emportant largement sur les candidats de la Rete lors des élections générales de 1994, y compris à Palerme. Cette année là, il est élu député européen pour la 4e législature (1994-1999).
Orlando illustre alors la personnalisation de la vie politique consécutive à la chute des partis de masse au début des années 1990, et le nouveau maire choisit de rester à distance des partis, même ceux réformés qui l'ont soutenu, en réunissant autour de son nom des personnalités de la société civile, supposées libres et éloignées de la corruption, en appelant dans son équipe des fidèles de La Rete et des « ingénieurs » apartisans.
A nouveau, il s'engage dans une lutte politique, urbaine et culturelle contre la mafia incarnée par la réouverture du Teatro Massimo Vittorio Emanuele et dans la « Renaissance palermitaine », série d'événements culturels, dont le festival l’Estate palermitana, durant lequel se déroule notamment le Festino en l'honneur de la sainte patronne Rosalie. La centre-ville, assaini et partiellement piétonnisé, profite de cette redynamisation culturelle.
En 1997, il est réélu pour un second mandat non renouvelable face au candidat de Forza Italia Gianfranco Miccichè. Souhaitant faire de Palerme la « capitale des droits », il accepte d'enterrer le corps du condamné à mort américain Joseph O'Dell en 1997, accueille Hillary Clinton pour une conférence sur la légalité en 1999 et plus tard reçoit en visite officielle le Dalaï-lama en 2017.

### Années 2000
Il démissionne en 2000 pour briguer la présidence de la Sicile, pour la première fois élue au suffrage direct, mais échoue face à Salvatore Cuffaro. Il déclare à cette époque être « le Berlusconi de gauche. Le Berlusconi de Sicile. (...) le seul populiste de la gauche italienne : un populisme conjugué à des valeurs morales. »
Il rejoint en 2005, l'Italie des valeurs et retourne à la Chambre des députés de 2006 à 2012.
Il tente de redevenir maire de Palerme en 2007, face au maire berlusconiste sortant Diego Cammarata, mais est battu au premier tour. Diego Cammarata étant reconnu plus tard coupable de fraude électorale.

### Années 2010
En vue des élections municipales de 2012, la gauche organise une primaire dans laquelle Rita Borsellino, est battu par Fabrizio Ferrandelli, ancien proche d'Orlando membre d'Italie des valeurs. Contestant cette victoire, qu'il juge frauduleuse, Orlando décide de se présenter à la mairie, mettant en avant, plus que sa politique anti-mafia, son expérience administrative à la tête de la ville.
Le 21 mai 2012, il est élu pour la quatrième fois non-consécutive maire de Palerme, avec 72,4 % au second tour, contre 27,6 % à Fabrizio Ferrandelli soutenu par le Parti démocrate. Le 21 mai 2012, il est élu. Il est réélu au premier tour des municipales de 2017, sans affiliation partisane officielle, face au même Fabrizio Ferrandelli (46,3 %), désormais candidat du candidat du centre-droit (31,2 %) et Salvatore Forello, du Mouvement 5 étoiles (16,3 %). Émancipé des partis traditionnels italiens, il résiste à la montée du vote populiste représenté par la Ligue du Nord et le Mouvement 5 étoiles. Il cherche notamment une transformation urbaine de Palerme plus écologique, et agrège, par un discours sur la participation et l’engagement des citoyens dans la vie publique, des initiatives d'activistes comme les fresques de street-art dans le quartier de Borgo Vecchio (Borgo Vecchio Factory par le collectif PUSH en 2014), la revitalisation de la piazzetta Mediterraneo à Ballaro ou encore le centre social Anomalia et son cabinet médical autogouverné.
La Sicile étant en première ligne de la crise migratoire en Europe, Orlando prend parti pour un accueil des migrants. En 2015, il lance la « charte de Palerme » qui réclame la liberté de circulation pour tous et la fin des autorisations de séjour. Autour du slogan « Io sono persona » (« Je suis une personne »), il défend le droit de chacun de choisir son lieu de résidence et met en place un conseil local des migrants, le Conseil des cultures, qui donnent des droits civiques aux réfugiés. Le 18 septembre 2017, il reçoit au Teatro Massimo Vittorio Emanuele le 14e dalaï-lama qui y donne une conférence au cours de laquelle il remercie la Sicile pour son engagement dans l'accueil des migrants. En juin 2018, il s'oppose à la fermeture des ports italiens au navire de sauvetage des migrants Aquarius, voulu par le ministre italien de l’Intérieur, Matteo Salvini, de l'époque et déclare que le port de Palerme lui restera ouvert.
Concentrant les pouvoirs à la tête de la ville, il poursuit le développement de sa politique culturelle à travers la reconnaissance du Palerme arabo-normand par l'UNESCO en 2015, la biennale d'art Manifesta et Palerme comme capitale italienne de la Culture en 2018, recevant des critiques d'une trop grande attention portée à la culture élitiste.
En dépit de sa visibilité internationale, le sondage annuel Il Sole 24 Ore, basé sur l'appréciation des maires et des gouverneurs régionaux par leurs concitoyens, le classe en dernière position en 2020 (102e sur 102) et antépénultième (102e sur 105) en 2021 avec 39 % d'opinions favorables.
Il fait partie du Conseil européen des relations étrangères.
Il est vice-président de l'Alliance des libéraux et des démocrates pour l'Europe (ADLE).
Ne pouvant se représenter aux élections municipales de 2022, il cède son siège au candidat de la coalition du centre droit, Roberto Lagalla, ancien recteur de l'université. Leoluca Orlando laisse plusieurs dossiers en suspens, notamment selon Il Foglio, « les ratés d'une administration qui ces dernières années a objectivement déplu à tout le monde », la question des « ordures, du millier de cercueils non enterrés et entassés dans le cimetière municipal, du mauvais état de la voirie, des chantiers publics non terminés, de la mobilité impossible, des budgets dans le rouge laissant la ville au bord de l'effondrement financier. »
Il quitte le Parti démocrate à la veille des élections européennes de 2024 pour lesquelles il est tête de liste pour l'Alliance des Verts et de la gauche dans la circonscription Italie insulaire. Élu et siégeant dans le groupe des Verts / Alliance libre européenne, il est le doyen du Parlement européen.

## Distinctions
Il a reçu le prix de la paix Erich-Maria-Remarque en 2005.